# Immeuble principal (Statistique Canada)
L'immeuble principal, ou ancien bâtiment du Bureau fédéral de la statistique, est un immeuble de bureaux du gouvernement fédéral de quatre étages situé dans le quartier du pré Tunney à Ottawa, en Ontario, au Canada. Il est relié au nord à l'édifice Jean-Talon et au sud à l'immeuble R.H.- Coats. La plupart de ses 1 700 occupants travaillent pour Statistique Canada. Les autres locataires comprennent Santé Canada, Travaux publics et Services gouvernementaux Canada et SNC-Lavalin.
Conçu par le cabinet montréalais de Ross, Patterson, Townsend et Heughan, le bâtiment a été achevé en 1952 alors que le Bureau fédéral de la statistique voyait croître le nombre de ses employés. À cette époque, le bâtiment principal n'était que l'un des deux bâtiments du pré Tunney, l'autre étant une chaufferie. Depuis 2005, l'édifice est inscrit comme édifice fédéral du patrimoine reconnu.
Ces dernières années, le bâtiment a connu des problèmes structurels et environnementaux tels que des fuites d’eau et des pannes de courant.